# 1022 (szám)
Az 1022 (római számmal: MXXII) egy természetes szám.

## A szám a matematikában
A tízes számrendszerbeli 1022-es a kettes számrendszerben 1111111110, a nyolcas számrendszerben 1776, a tizenhatos számrendszerben 3FE alakban írható fel.
Az 1022 páros szám, összetett szám, szfenikus szám. Kanonikus alakja 21 · 71 · 731, normálalakban az 1,022 · 103 szorzattal írható fel. Nyolc osztója van a természetes számok halmazán, ezek növekvő sorrendben: 1, 2, 7, 14, 73, 146, 511  és 1022.
Két szám valódiosztó-összegeként áll elő, melyek közül a kisebb 2038, a nagyobb 1021².

## Csillagászat
- 1022 Olympiada kisbolygó